# Goodenia microptera
Goodenia microptera är en tvåhjärtbladig växtart som beskrevs av Ferdinand von Mueller. Goodenia microptera ingår i släktet Goodenia och familjen Goodeniaceae. Inga underarter finns listade i Catalogue of Life.